# Moteur de rendu web
Pour les articles homonymes, voir Moteur de rendu.

Fichier HTML très simple

Un moteur de rendu web est le composant logiciel de tous les navigateurs permettant d'afficher une page web : il transforme un document HTML, ainsi que toutes les autres ressources associées à la page, en une représentation visuelle interactive pour l'utilisateur. Il est de ce fait le cœur d'un navigateur web.
Depuis le début d'Internet, de nombreux moteurs de rendu ont été utilisés. Néanmoins, avec la complexification des standards, nous assistons ponctuellement à une réduction du nombre de ceux-ci au profit de l'emploi d'un même moteur dans plusieurs navigateurs. 
Par exemple, depuis  2018,  le moteur dominant Blink, de Google est suivi par  Gecko et Webkit. Progressivement, quelques navigateurs internet principaux, utilisant Trident ou Presto, les ont remplacés par Blink.

## Champ d'application

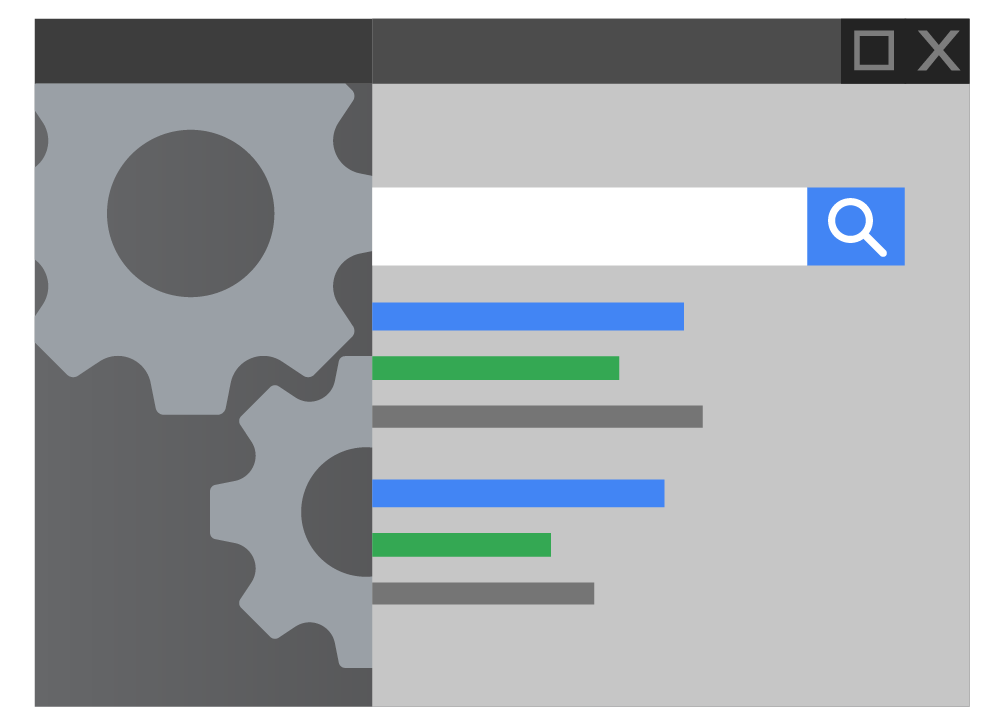
Illustration de l'idée de moteur de rendu web

Un moteur de rendu web n'est pas un logiciel à part entière, mais une pièce critique d'un autre logiciel, par exemple un navigateur web. Le mot moteur dérive d'une analogie avec la voiture.
Il sera question dans cet article de «moteur de rendu web», sans distinguer rendu et mise en page. En anglais, on distingue parfois le «moteur de mise en page» (layout engine), et le «moteur de rendu» (rendering engine),, mais le plus souvent c'est du «moteur de navigateur» (browser engine) dont on parle, car les deux moteurs, distincts sur le plan théorique, sont en réalité difficiles à considérer individuellement. 
Outre la mise en page, le moteur de rendu web doit connaître et appliquer les règles Content Security Policy entre les documents et établir la structure de données Document Object Model (DOM), qui sera sujette aux modifications via les langages de script. Ils gèrent aussi les hyperliens et les formulaires web.
L'exécution des programmes JavaScript est gérée par le moteur JavaScript dédié de chaque navigateur. Le langage JavaScript fut créé à l'origine pour être utilisé au sein des navigateurs, mais aujourd'hui, il est aussi utilisé hors des navigateurs. Dans un navigateur Web, les deux moteurs travaillent de concert via la structure de données DOM, partagée.
Les moteurs de rendu web peuvent être utilisées dans des logiciels qui ne sont pas des navigateurs (tout comme un moteur de voiture peut être réutilisé ailleurs). Par exemple, un client de messagerie électronique peut en utiliser un pour afficher un courriel en HTML. Le framework Electron, qui prend sa source dans le navigateur web Google Chrome, a été par exemple utilisé pour créer de nombreux logiciels.

## Mise en page et rendu
La mise en page d'une page Web est généralement déclarée dans des feuilles de style en cascade (CSS). Chaque feuille de style est une série de règles que le moteur interprète. Par exemple, certaines règles disposent les détails typographiques de la page web, tels que la police de caractère (ou fonte), la couleur, la taille du texte. Le moteur combine toutes les règles CSS utiles pour calculer précisément les coordonnées graphiques afin d'obtenir une représentation conforme sur l'écran.
Certains moteurs de rendu commencent leur travail avant même que toutes les ressources de la page soient téléchargées. Cela peut alors entraîner des changements visuels au fur et à mesure que les données sont téléchargées : les images apparaissent peu à peu, parfois se produit un FOUC.

## Liste des moteurs de rendu web
En 2022, les principaux moteurs encore utilisés sont au nombre de trois :
- Webkit (Safari),
- Blink (Chromium et dérivés : Google Chrome / Microsoft Edge / Brave / ...),
- Gecko (Mozilla Firefox)

Voici une liste des moteurs de rendu web et des logiciels les utilisant ou les ayant utilisé. 
- Gecko de la Fondation Mozilla
  - SeaMonkey
  - Mozilla Firefox
  - Mozilla Thunderbird
  - Camino
  - Flock (avant la version 3)
  - Beonex Communicator
  - Netscape (depuis la version 6)
  - K-Meleon
  - Galeon
  - Kazehakase
  - Pale Moon (avec Goanna, basé sur Gecko)
  - Cyberfox
  - Waterfox
  - Nvu
  - Kompozer
  - BlueGriffon
- Servo
- KHTML du projet KDE, puis son dérivé WebKit
  - Konqueror
  - ABrowse
  - GtkHTML du projet GNOME (basé sur KHTML, plus vraiment utilisé il semblerait…)
  - NetFront (microbrowser conçu pour les petits appareil comme Nintendo 3DS, PSP, Palm OS...)
  - WebCore d'Apple (il est, à l'origine, basé sur KHTML)
    - Epiphany
    - Flock (depuis la version 3)
    - iCab (depuis la version 4)
    - iWeb
    - OmniWeb
    - RapidWeaver
    - Safari
    - Shiira
    - SunriseBrowser
    - Swift
    - Midori
    - Origyn Web Browser
    - Sputnik
    - Naveo
    - Protom Navigator

  - Blink dérivé de WebKit
    - Brave
    - Google Chrome
    - Chromium
    - Maxthon depuis sa version 6
    - Opera depuis sa version 15
    - Vivaldi
    - Microsoft Edge depuis 2020
- Trident de Microsoft
  - la version Windows d'Internet Explorer (depuis la version 4.0)
  - Netscape (dans la version 8)
  - Maxthon
  - Avant Browser
  - AOL Explorer
  - Yahoo Explorer
  - iRider
- Tasman de Microsoft
  - la version Macintosh d'Internet Explorer
- Elektra de Opera Software
  - Opera de sa version 4 à 6
- Presto de Opera Software
  - Opera de sa version 7 à 14
  - Macromedia Dreamweaver
  - Adobe Creative Suite 2
- iCab de iCab Company
  - iCab (avant la version 4)
- Mariner de Netscape Communications Corporation (il n'a jamais été commercialisé)
  - Netscape Communicator 5